# Bargot Topong Jae
Bargot Topong Jae is een bestuurslaag in het regentschap Padang Lawas Utara van de provincie Noord-Sumatra, Indonesië. Bargot Topong Jae telt 675 inwoners (volkstelling 2010).